# 스타워즈 반란군의 에피소드 목록
《스타 워즈 반란군》 (Star Wars Rebels) 은 루카스 필름의 디즈니 인수 이후 처음으로 펼치는 멀티미디어 프로젝트 작품으로써, 자회사인 루카스 애니메이션과 루카스 애니메이션 싱가포르가 대만 외주제작사 CGCG의 도움을 받아 제작된 3D 애니메이션 시리즈이다. 《시스의 복수》 와 《새로운 희망》 사이인 BBY (야빈 전투 이전) 5년을 배경으로, 여전히 남은 제다이들을 쫓아 숙청하려는 제국과 이에 맞서는 저항군의 태동기를 그린 이야기이다. 1:2.35 비율의 와이드 스크린으로 제작되었던 《스타 워즈: 클론 전쟁》 과는 달리 16:9 비율로 제작되었다.

## 시즌 개요
시즌 방영 전에 2014년 8월 11일부터 온라인으로 공개된 4편의 단편이 공개된 바 있으며, 동년 10월 3일 디즈니 채널을 통해 시즌 1의 에피소드 1-2에 해당되는 TV 영화 "저항의 도화선 Spark of Rebellion"의 전세계 동시 방영을 시작으로 미국에서는 디즈니 XD 채널에서 방영을 계속하고 있다. 또한, 방영 기간 중에는 'WATCH Disney XD' 홈페이지를 통해 차주의 에피소드가 선행 방영되고 있다. 국내의 경우 디즈니 채널을 통해 더빙으로 방영되고 있다.
아래의 시즌 초연/종료일은 각각 미국 디즈니 XD와 한국 디즈니 채널의 최초 방영일이며, 인터넷 선공개일은 포함시키지 않았다. 또한 블루레이와 DVD 출시일 항목에서 표시된 지역코드는 DVD 코드 기준이며, 블루레이 지역 코드와는 무관하다. 지역코드 3 출시일은 대한민국 DVD 출시일이며, 한국어 더빙이 함께 수록되어 있다. 한국어 블루레이는 아직 출시 예정이 없다.
| 시즌 | 시즌        | 에피소드 | 방영일                                | 방영일                                | 블루레이와 DVD 출시일 | 블루레이와 DVD 출시일 | 블루레이와 DVD 출시일 | 블루레이와 DVD 출시일 |
| 시즌 | 시즌        | 에피소드 | 시즌 초연일                           | 시즌 종료일                           | 지역코드 1            | 지역코드 2            | 지역코드 3            | 지역코드 4            |
| ---- | ----------- | -------- | ------------------------------------- | ------------------------------------- | --------------------- | --------------------- | --------------------- | --------------------- |
|      | 스페셜(14') | 4+1      | 2014.08.11. (미국) 2014.09.05. (한국) | 2014.10.03. (전세계 동시 방영)        | 2014.10.14.           | 2014.10.13.           | 2014.11.12.           | 2014.11.05.           |
|      | 1           | 13       | 2014.10.13. (미국) 2014.11.07. (한국) | 2015.03.02. (미국) 2015.05.01. (한국) | 2015.09.01.           | 2015.09.14.           | 2015.09.03.           | 2015.09.16.           |
|      | 스페셜(15') | 1        | 2015.6.20. (미국) 2015.10.25. (한국)  | 2015.6.20. (미국) 2015.10.25. (한국)  | 미정                  | 미정                  | 미정                  | 미정                  |
|      | 2           | 20       | 2015.10.14. (미국) 2015.11.01. (한국) | 2016.03.30. (미국) 미정(한국)         | 미정                  | 미정                  | 미정                  | 미정                  |

## 에피소드 리스트
```
일러두기

한국어 에피소드 제목의 경우, 
디즈니 채널
에서 방영되고 있는 제목을 그대로 따랐다.
```

### 시즌 1

#### 스페셜 (2014)
로탈 저항군 멤버들 각각의 특징을 소개한 네편의 캐릭터 단편들과 함께, 고아인 케이넌이 마지막으로 합류하게 되는 이야기를 그린 에피소드 두편 분량의 TV 영화 1편으로 구성되어있다.
| № | #      | 에피소드 제목                              | 감독 | 각본                        | 최초 방영일   | 최초 방영일 | 제작 코드 |
| № | #      | 에피소드 제목                              | 감독 | 각본                        | 월드 프리미어 | 한국 방영   | 제작 코드 |
| - | ------ | ------------------------------------------ | --- | --------------------------- | ------------- | ----------- | --------- |
| - | 단편-1 | The Machine in the Ghost (고스트)          | 데이브 필로니 | 그리그 와이즈먼             | 2014.08.11.   | 2014.09.05. | 101A      |
| - | 단편-1 | The Machine in the Ghost (고스트)          | 고스트호 - 헤라와 케이넌, 드로이드 쵸퍼가 타고있는 우주선 - 는 제국의 타이 파이터의 추격을 받는다. |                             |               |             |           |
| - | 단편-2 | Art Attack (불꽃 공격)                     | Justin Ridge | 그리그 와이즈먼             | 2014.08.18.   | 2014.09.12. | 101B      |
| - | 단편-2 | Art Attack (불꽃 공격)                     | 사빈은 제국의 타이파이터 랜딩 플랫폼에 잠입하여 고스트호를 탈출시키기 위한 교란작전에 돌입한다. |                             |               |             |           |
| - | 단편-3 | Entanglement (교전)                        | Justin Ridge | 헨리 길로이 & Simon Kinberg | 2014.08.25.   | 2014.09.19. | 101C      |
| - | 단편-3 | Entanglement (교전)                        | 젭은 로탈에서 케이넌과의 접선장소로 향하던 중, 상인 하나가 제국군에 의해 괴롭힘을 당하는 것을 목격하게 되고, 이를 해결하기 위해 나선다. |                             |               |             |           |
| - | 단편-4 | Property of Ezra Bridger (에즈라의 수집품) | 데이브 필로니 | Simon Kinberg               | 2014.09.01.   | 2014.09.26. | 101D      |
| - | 단편-4 | Property of Ezra Bridger (에즈라의 수집품) | 에즈라의 집 앞으로 고스트호와 교전하던 타이 파이터 한대가 추락하게 되고, 에즈라는 제국군 파일럿을 도와준다. 하지만... |                             |               |             |           |
| 1 | TVM-1  | Spark of Rebellion (저항의 도화선)         | 스튜어드 리 & 스티븐 G. 리 | Simon Kinberg               | 2014.10.03.   | 2014.10.03. | 102 103   |
| 1 | TVM-1  | Spark of Rebellion (저항의 도화선)         | 로탈 행성의 고아인 에즈라는, 어느날 시내에 나갔다가 고스트호 크루의 제국군 무기 탈취작전에 엮이게 된다. 이 과정에서 몰래 고스트호에 타게 된 에즈라는 자신과 크루들에 대한 여러 가지 비밀을 알게 된다. 한편, 제국군 무기 탈취작전은 제국군에 의해 억류된 우키들의 위치를 알아내기 위한 계획이었고, 이들은 우키들을 구하러 가게 된다. |                             |               |             |           |

#### 정규 시즌 (2014-2015)
고스트호에 탑승했던 에즈라가 여러 가지 일을 겪으며 저항조직의 어엿한 일원이 되고, 제다이로써의 자신의 위치를 자각하는 과정을 그리고 있다. 클론전쟁과의 연계성을 위해 오비완과 루미나라 언들리, 란도 칼리지언 등이 찬조 출연 하기도 하였다.
| №  | #  | 에피소드 제목                                             | 감독 | 각본                            | 최초 방영일   | 최초 방영일 | 제작 코드 |
| №  | #  | 에피소드 제목                                             | 감독 | 각본                            | 월드 프리미어 | 한국 방영   | 제작 코드 |
| -- | -- | --------------------------------------------------------- | --- | ------------------------------- | ------------- | ----------- | --------- |
| 2  | 1  | Droids in Distress (알투의 비밀 임무)                     | 스튜어드 리 | Greg Weisman                    | 2014.10.13.   | 2014.11.07. | 104       |
| 2  | 1  | Droids in Distress (알투의 비밀 임무)                     | 고스트 크루는 자신들의 생존을 위해 다시 한번 제국군 무기 탈취작전을 펼치게 되고, 이 과정에서 우연히 제국군에 잠입하여 '작전' 을 펼치던 R2-D2와 C-3PO를 만나게 된다. 한편, 무사히 무기를 탈취해 범죄자인 비자고에게 팔아 넘기고자 하는 계획은 제국군에게 들통나 칼러스 제국요원의 습격을 받게 된다. |                                 |               |             |           |
| 3  | 2  | Fighter Flight (과일과 전투기)                            | 스티븐 G. 리 | 케빈 홉스                       | 2014.10.20.   | 2014.11.14. | 105       |
| 3  | 2  | Fighter Flight (과일과 전투기)                            | 에즈라와 젭이 매일 함선에서 싸우는 것을 참지 못하고, 헤라는 그 둘을 화해시키고자 로탈에서 구할 수 없는 과일인 '메일루런' 을 구해오도록 시킨다. 하지만, 우연지 않게 메일루런이 에즈라가 잘 알던 수마네 가족을 끌고가던 제국군의 차량에 들어가 있는 것을 발견하고, 그들 둘은 제국군을 쫓는다. |                                 |               |             |           |
| 4  | 3  | Rise of the Old Masters (사라진 제다이의 행방)            | 스튜어드 리 | 헨리 길로이                     | 2014.10.27.   | 2014.11.21. | 106       |
| 4  | 3  | Rise of the Old Masters (사라진 제다이의 행방)            | 에즈라는 케이넌으로부터 제다이 트레이닝을 받기 시작하는데, 케이넌은 이에 한계를 느끼고 포기하려 한다. 한편, 고스트 크루는 반군의 지하방송을 통해 옛 제다이 마스터인 루미나라 언들리가 스티존의 제국군 감옥에 생존해있다는 소식을 듣고, 그녀를 구하기 위한 작전에 들어간다. |                                 |               |             |           |
| 5  | 4  | Breaking Ranks (제국의 사관생도)                          | 스티븐 G. 리 | 그리그 와이즈먼                 | 2014.11.03.   | 2014.11.28. | 107       |
| 5  | 4  | Breaking Ranks (제국의 사관생도)                          | 에즈라는 제국군 아카데미 내에 있는 카이버크리스탈의 정보를 빼내기 위해 제국군 생도로 잠입하게 되고, 자료를 빼내는 과정에서 같은 생도인 리오니스와 자이의 도움을 받는다. 정보를 빼낸 에즈라는 이들과 함께 탈출하고자 하지만, 다른 생도인 올레그에게 방해를 받게 되는데... |                                 |               |             |           |
| 6  | 5  | Out of Darkness (외로운 전사들)                           | 스튜어드 리 | 케빈 홉스                       | 2014.11.10.   | 2014.12.05. | 108       |
| 6  | 5  | Out of Darkness (외로운 전사들)                           | 제국의 추격을 따돌리고 도착한 헤라와 사빈은 에즈라와 젭에게 고스트호의 보조선인 팬텀의 연료계통의 수리를 부탁한다. 한편, 수리를 마친 팬텀을 타고 익명의 정보제공자 풀크럼이 제공하는 물품을 회수하러간 헤라와 사빈은 위험에 처하게 되지만, 팬텀의 연료가 다 새어버려 진퇴양난에 처하게 된다. |                                 |               |             |           |
| 7  | 6  | "제국의 날" 연작 Empire Day (제국의 날)                   | 스티븐 G. 리 | 헨리 길로이                     | 2014.11.17.   | 2014.12.12. | 109       |
| 7  | 6  | "제국의 날" 연작 Empire Day (제국의 날)                   | 제국은 도망간 하급 기술자인 시보를 찾고자 로탈 전체를 봉쇄하고 수색에 나선다. 시보가 제국에 끌려가기 이전부터 잘 알던 사이었던 에즈라는 그 사실을 듣고서는 그를 도울 방법을 찾는다. 한편, 제국은 제국 수립일을 맞아 로탈의 시에나 플릿 공장에서 새로운 타이기를 공개하고, 고스트호의 크루들은 이 행사에 훼방을 놓는다. |                                 |               |             |           |
| 8  | 7  | "제국의 날" 연작 Gathering Forces (유인 작전)             | 스튜어드 리 | 그리그 와이즈먼                 | 2014.11.24.   | 2014.12.19. | 110       |
| 8  | 7  | "제국의 날" 연작 Gathering Forces (유인 작전)             | 제국에게 쫓기던 고스트호와 그 크루들은 시보의 전자두뇌에 저장된 기밀도 보호하고 스스로의 목숨도 지키기 위해 에즈라와 케이넌을 보조선 팬텀호에 태워 하이퍼스페이스 운항중에 강제 분리하기로 결정한다. 인퀴지터를 유인해 케이넌과 함께 소행성대로 온 에즈라는 케이넌이 위험에 처하자 그를 구하는 과정에서 포스의 어두운 면과 처음으로 직면하게 된다.                                                                             |                                 |               |             |           |
| 9  | 8  | Path of the Jedi (제다이의 길)                            | 데이브 필로니 | 찰스 머레이                     | 2015.01.05.   | 2015.03.27. | 111       |
| 9  | 8  | Path of the Jedi (제다이의 길)                            | 케이넌은 에즈라를 제다이의 시험에 들게 하기로 결정하고, 에즈라를 로탈에 있는 숨겨진 제다이 사원으로 인도한다. 그곳에서 케이넌과 에즈라 모두 자신의 과거, 그리고 두려움과 직면한다. |                                 |               |             |           |
| 10 | 9  | Idiot's Array (랜도 칼리지안)                             | 스튜어드 리 | 케빈 홉스                       | 2015.01.19.   | 2015.04.03. | 112       |
| 10 | 9  | Idiot's Array (랜도 칼리지안)                             | 연료와 먹을 것을 구하기 위헤 로탈 시내의 선술집을 찾아간 케이넌 일행은 잽이 그곳에서 만난 한 사박 도박꾼에게 함선과 드로이드를 압수당하게 되자 그것들을 되찾기 위해 그 도박꾼의 부탁을 들어주게 된다. 그 도박꾼의 이름은... 란도 칼리지언이었다! |                                 |               |             |           |
| 11 | 10 | Vision of Hope (희망의 빛)                                | 스티븐 G. 리 | 헨리 길로이                     | 2015.02.02.   | 2015.04.10. | 113       |
| 11 | 10 | Vision of Hope (희망의 빛)                                | 제다이 수련 도중에 에즈라는 환영을 보게 되고, 그것이 홀로넷 방송 중간 중간 방영되던 해적방송의 주인공 트레비스와 관련된 일이라는 것을 알게되었다. 때 마침 트레비스는 그들을 만나기 위해 해적 방송에 접선 방식을 담은 암호 방송을 실시하고, 그들은 그를 만나기로 한다. 하지만 그의 정체는... |                                 |               |             |           |
| 12 | 11 | Call to Action (승리의 조건)                              | 스튜어드 리 | 그리그 와이즈먼 & Simon Kinberg | 2015.02.09.   | 2015.04.17. | 114       |
| 12 | 11 | Call to Action (승리의 조건)                              | 트레비스의 정체에 실망한 그들은 자신들이 직접 '반란의 희망' 을 전달하기로 하고, 로탈의 장거리 전파 송신기에 잠입하여 전 은하계를 대상으로 해적 방송을 시도한다. 하지만, 이러한 시도는 반란군 색출을 위해 로탈로 도착한 타킨 총독에게 금방 간파되어 그들은 큰 위험에 빠지게 되고, 위험에 빠진 케이넌 일행을 구하기 위해 케이넌은 직접 자신을 희생한다.                                                                          |                                 |               |             |           |
| 13 | 12 | 케이넌 구출작전 연작 Rebel Resolve (캐이넌을 찾아라)      | Justin Ridge | 찰스 머레이 & 헨리 길로이       | 2015.02.23.   | 2015.04.24. | 115       |
| 13 | 12 | 케이넌 구출작전 연작 Rebel Resolve (캐이넌을 찾아라)      | 케이넌을 구하기 위해 여러 방법을 써보지만 그 어떤 정보조차 확보할 수 없는 상태에서, 설상 가상으로 헤라는 그들의 반란을 도와주는 풀크럼에게서 "상부에서 관심을 갖기 시작했다, 몸을 숨겨라"는 지시를 받는다. 이러한 지시에 에즈라는 불응하여 범죄자 비자고를 찾아가 정보를 거래해 오고, 헤라와 에즈라 일행은 그 정보를 바탕으로 케이넌의 위치와 운명에 대해 알아내는데 성공한다. 하지만, 케이넌의 운명은 그리 순탄하지 않은데... |                                 |               |             |           |
| 14 | 13 | 케이넌 구출작전 연작 Fire Across the Galaxy (새로운 시작) | 데이브 필로니 | Simon Kinberg                   | 2015.03.02.   | 2015.05.01. | 116       |
| 14 | 13 | 케이넌 구출작전 연작 Fire Across the Galaxy (새로운 시작) | 케이넌을 구하기 위해 타킨 총독이 이끄는 무스타파 함대로 향한 에즈라와 그 일행은 갖은 방해를 물리치고 케이넌을 구하는데 성공한다. 하지만, 인퀴지터와의 결전은 피할 수 없는 운명이었다. |                                 |               |             |           |

### 시즌 2

#### 스페셜 (2015)
두번째 TV 영화로써, 로탈의 조직이 더 큰 조직인 저항군 연합에 가입하게 되고, 에즈라와 케이넌은 더 큰 악과 마주하게 되는 이야기를 다뤘다. 역시 에피소드 2개 분량의 작품이다.
| №  | #     | 에피소드 제목                            | 감독 | 각본        | 최초 방영일   | 최초 방영일 | 제작 코드 |
| №  | #     | 에피소드 제목                            | 감독 | 각본        | 월드 프리미어 | 한국 방영   | 제작 코드 |
| -- | ----- | ---------------------------------------- | --- | ----------- | ------------- | ----------- | --------- |
| 15 | TVM-2 | The Siege of Lothal (다스 베이더의 등장) | 보스코 나그 & Brad Rau | 헨리 길로이 | 2015.06.20.   | 2015.10.25. | 201 202   |
| 15 | TVM-2 | The Siege of Lothal (다스 베이더의 등장) | 그들을 구해준 저항군 연합을 도우며 지내고 있던 에즈라 일행은, 어느날 로탈의 장관인 마케트 투아에게 '로탈에서 탈출하게 해 달라'는 부탁을 받고서 로탈로 돌아가지만, 그곳에서 황제의 명으로 저항군 소탕을 위해 대기하고 있던 타킨 총독과 다스 베이더의 함정에 빠지게 된다. 함정에서 탈출하던 도중, 에즈라와 케이넌은 베이더와 만나 일전을 벌인다. |             |               |             |           |

#### 정규 시즌 (2015-2016)
저항군의 일원으로 합류한 케이넌 일행의 모험과 성장을 그린 시즌 2는 《스타 워즈: 클론 전쟁》과의 연계가 강화되어 렉스, 아소카 등을 포함한 클론전쟁 당시의 메이저 캐릭터들이 주요 조연으로 합류하게 된다. 
| №  | #  | 에피소드 제목                                            | 감독 | 각본                    | 최초 방영일         | 최초 방영일 | 제작 코드 |
| №  | #  | 에피소드 제목                                            | 감독 | 각본                    | 월드 프리미어       | 한국 방영   | 제작 코드 |
| -- | -- | -------------------------------------------------------- | --- | ----------------------- | ------------------- | ----------- | --------- |
| 16 | 1  | 퇴역군인 연작 The Lost Commanders (노병은 죽지 않는다)   | 데이브 필로니 & Sergio Paez | Matt Michnovetz         | 2015.10.14.         | 2015.11.01. | 203       |
| 16 | 1  | 퇴역군인 연작 The Lost Commanders (노병은 죽지 않는다)   | 제국과의 일전 이후 케이넌 일행과 저항군은 새로이 은신처를 찾아다니게 된다. 케이넌 일행은 아소카의 도움으로 전쟁 후 퇴역해 자신의 부하들과 함께 살고 있는 렉스를 찾아가 은신처에 대한 정보를 얻고자 한다. 하지만, 새로운 은신처의 위치를 알아내 되돌아 가려는 차에 비행선을 망가뜨리고 있던 제국군의 정찰로봇과 마주하게 되고, 렉스의 부하 중에 배신자가 있었음을 알게된다. |                         |                     |             |           |
| 17 | 2  | 퇴역군인 연작 Relics of the Old Republic (용사들의 귀환) | 보스코 나그 | 스티븐 멜칭             | 2015.10.21.         | 2015.11.08. | 204       |
| 17 | 2  | 퇴역군인 연작 Relics of the Old Republic (용사들의 귀환) | 칼로스 요원은 저항군을 소탕하기 위해 직접 AT-AT를 몰고 지상으로 향하고, 저항군들과 클론들은 기지를 발휘해 제국군을 막아내고자 노력한다. |                         |                     |             |           |
| 18 | 3  | Always Two There Are (그들은 항상 둘이다)                | Brad Rau | 캐빈 홉스               | 2015.10.28.         | 2015.11.15. | 205       |
| 18 | 3  | Always Two There Are (그들은 항상 둘이다)                | 클론들이 제공한 정보를 토대로 버려진 클론의 의료기지를 찾아낸 케이넌 일행은, 의약품을 회수하기 위해 에즈라와 사빈, 젭을 그 기지로 보내게 된다. 하지만 그들은 그곳에서 두명의 새로운 감찰관과 마주하게 되고, 위험에 처하게 된다. |                         |                     |             |           |
| 19 | 4  | Brothers of the Broken Horn (외로운 늑대)                | Saul Ruiz | Bill Wolkoff            | 2015.11.04.         | 2015.11.15. | 206       |
| 19 | 4  | Brothers of the Broken Horn (외로운 늑대)                | |                         |                     |             |           |
| 20 | 5  | Wings of the Master (새로운 전투기)                      | 데이브 필로니 & Sergio Paez | 스티븐 멜칭             | 2015.11.11.         | 2015.11.29. | 207       |
| 20 | 5  | Wings of the Master (새로운 전투기)                      | |                         |                     |             |           |
| 21 | 6  | Blood Sisters (케츄 오뇨)                                | 보스코 나그 | 케빈 홉스               | 2015.11.18.         | 2015.11.29. | 208       |
| 21 | 6  | Blood Sisters (케츄 오뇨)                                | |                         |                     |             |           |
| 22 | 7  | Stealth Strike (제국의 신무기)                           | Brad Rau | Matt Michnovetz         | 2015.11.25.         | 2015.12.06. | 209       |
| 22 | 7  | Stealth Strike (제국의 신무기)                           | |                         |                     |             |           |
| 23 | 8  | The Future of the Force (포스의 미래)                    | Saul Ruiz | Bill Wolkoff            | 2015.12.02.         | 2015.12.13. | 210       |
| 23 | 8  | The Future of the Force (포스의 미래)                    | |                         |                     |             |           |
| 24 | 9  | Legacy (유산)                                            | Mel Zwyer | 헨리 길로이             | 2015.12.06.(스페인) | 2015.12.20. | 211       |
| 24 | 9  | Legacy (유산)                                            | |                         |                     |             |           |
| 25 | 10 | A Princess on Lothal (로탈에 온 공주)                    | 보스코 나그 | 스티븐 멜칭             | 2016.01.20.         | 2016.03.06. | 212       |
| 25 | 10 | A Princess on Lothal (로탈에 온 공주)                    | |                         |                     |             |           |
| 26 | 11 | The Protector of Concord Dawn (콘코드 던의 수호자)       | Brad Rau | 헨리 길로이 & 케빈 홉스 | 2016.01.27.         | 2016.03.13. | 213       |
| 26 | 11 | The Protector of Concord Dawn (콘코드 던의 수호자)       | |                         |                     |             |           |
| 27 | 12 | Legacy of Lasan (-)                                      | Saul Ruiz | Matt Michnovetz         | 2016.02.03.         |             | 214       |
| 27 | 12 | Legacy of Lasan (-)                                      | |                         |                     |             |           |
| 28 | 13 | The Call (-)                                             | Mel Zwyer | Bill Wolkoff            | 2016.02.10.         |             | 215       |
| 28 | 13 | The Call (-)                                             | |                         |                     |             |           |
| 29 | 14 | Homecoming (-)                                           | |                         | 2016.02.17.         |             | 216       |
| 29 | 14 | Homecoming (-)                                           | |                         |                     |             |           |
| 30 | 15 | The Honorable One (-)                                    | |                         | 2016.02.24.         |             | 217       |
| 30 | 15 | The Honorable One (-)                                    | |                         |                     |             |           |
| 31 | 16 | Shroud of Darkness (-)                                   | |                         | 2016.03.02.         |             | 218       |
| 31 | 16 | Shroud of Darkness (-)                                   | |                         |                     |             |           |
| 32 | 17 | The Forgotten Droid (-)                                  | |                         | 2016.03.16.         |             | 219       |
| 32 | 17 | The Forgotten Droid (-)                                  | |                         |                     |             |           |
| 33 | 18 | The Mystery of Chopper Base (-)                          | |                         | 2016.03.23.         |             | 220       |
| 33 | 18 | The Mystery of Chopper Base (-)                          | |                         |                     |             |           |
| 34 | 19 | Twilight of the Apprentice: Part I (-)                   | |                         | 2016.03.30.         |             | 221       |
| 34 | 19 | Twilight of the Apprentice: Part I (-)                   | |                         |                     |             |           |
| 35 | 20 | Twilight of the Apprentice: Part II (-)                  | |                         | 2016.03.30.         |             | 222       |
| 35 | 20 | Twilight of the Apprentice: Part II (-)                  | |                         |                     |             |           |

- (한국어) 스타워즈 위키의 스타워즈 반란군 수